# Rentrée des classes (roman)
Pour les articles homonymes, voir Rentrée des classes.
Rentrée des classes est un roman de Laurence Boissier publié le 21 août 2017 chez art&fiction et ayant reçu le prix des lecteurs de la Ville de Lausanne l'année suivante.

## Historique
C'est le premier roman de Laurence Boissier, qui auparavant s'est fait connaître pour ses textes courts, publiés en recueils ou lus sur scène avec le collectif Bern ist überall.

## Résumé
« En cette rentrée des classes [de l'année 1971 à Genève], Mathilde est l’objet d’une attention dont elle se passerait bien alors qu’elle peine sur son tricot. Son père est porté disparu. Le navigateur gallois n’est pas revenu d’une sortie en mer. Et c’est tout l’équilibre familial qui vacille».
«Tous les personnages, touchants, semblent flotter dans un monde auquel ils appartiennent à peine, poussés par un personnage indispensable, le vent qui balaie Genève.»

## Éditions
- Rentrée des classes, Lausanne, art&fiction, coll. « ShushLarry », 2017, 256 p. (ISBN 978-2-940570-29-4, présentation en ligne)Prix des lecteurs de la Ville de Lausanne 2018

## Distinctions
- Prix des lecteurs de la Ville de Lausanne 2018
- Prix Pittard de l'Andelyn  2018
- Sélectionné pour le Prix du roman des Romands 2018-2019